# قائمة مواقع التراث العالمي في العراق

مواقع التراث العالمي هي معالم ترشّحها لجنة التراث العالمي في اليونسكو لتُدرَج ضمن برنامج مواقع التراث العالمي الذي تديره اليونسكو. هذه المعالم قد تكون طبيعية، كالغابات وسلاسل الجبال، ثقافية أو من صنع الإنسان، كالبنايات والمدن. ويعتمد الاختيار على عشرة شروط، ستة منها ثقافية (الشروط الستة الأولى) وأربعة طبيعية (الشروط الأربعة المتبقية)؛ وفي بعض الأحيان يطابق الموقع المختار ضمن اللائحة المعايير الثقافية والطبيعية معاً.
وبحسب معاهدة مواقع التراث العالمي يحق لأي بلد عضو في اليونسكو ترشيح المواقع الطبيعية والثقافية لتوضع على لائحة التراث العالمي؛ تُصوِّت لجنة التراث العالمي على اختيار الموقع، شرط أن يكون مستوفيا لواحد من الشروط العشرة على الأقل.
انضم العراق إلى معاهدة مواقع التراث العالمي في يوم 5 مارس عام 1974، مما جعله مؤهلاً لإدراج مواقعه التاريخية على القائمة، اعتباراً من عام 2019، لدى العراق ستة مواقع مصنفة كتراث عالمي.
تعد مملكة الحضر أول موقع أدرج على لائحة التراث العالمي، في الدورة التاسعة للجنة التراث العالمي، التي عُقدت في باريس، فرنسا في عام 1985، وأدرج آشور (القلعة الشرقية) في عام 2003 كموقع ثاني، تلتها مدينة سامراء الأثرية في عام 2007، وأضيفت قلعة أربيل وأهوار جنوب العراق إلى القائمة في عام 2014 و2016، والأخير هو مُختلط (طبيعي وثقافي). وقد أضيف موقع بابل الأثري التاريخي إلى القائمة في اجتماع اللجنة الـ21 والذي عقد في باكو عاصمة أذربيجان عام 2019. واشترطت اليونسكو التزام السلطات العراقية بشروط المنظمة وإزالة المخالفات، وأمهلت السلطات العراقية حتى عام 2020.

## القائمة

### القائمة الرئيسية
وهذه قائمة بمواقع التراث العالمي في العراق، التي تم ترتيبها حسب تاريخ إدراجها في قائمة مواقع التراث العالمي (لليونسكو) كالتالي:
| الصورة | الاسم                                  | الموقع                                                          | النوع        | الرقم | سنة التسجيل | ملاحظات |
| ------ | -------------------------------------- | --------------------------------------------------------------- | ------------ | ----- | ----------- | --- |
|        | مملكة الحضر                            | محافظة نينوى 35°35′17″N 42°43′6″E / 35.58806°N 42.71833°E       | ثقافي        | 277   | 1985        | مهددة بالخطر حسب معطيات منظمة اليونسكو إلى حدود سنة 2015، وهي عبارة عن مدينة كبيرة محصّنة ذات جدار محصّن بأبراج، خاضعة لنفوذ الامبراطورية البارثيّة وعاصمة المملكة العربية الأولى، قاومت الحضر الغزو الروماني مرتين، في عامين 116 و198م. أما آثار المدينة ولا سيما المعابد حيث تمتزج الهندسة الإغريقية والرومانية بعناصر تزيينية ذات ملامح وجذور شرقية، فهي تشهد على عظمة حضارتها. كان سكان الحضر يعبدون آلهة عدة منها اللات وشمش، أطلق الحضريون كلمة (شمش) لتعني الحقيقة المطلقة، ونعتوا الشمس بالإله الأكبر ورسموه على هيئة كهل عاقل. |
|        | آشور (القلعة الشرقية)                  | محافظة صلاح الدين 35°27′32″N 43°15′35″E / 35.45889°N 43.25972°E | ثقافي        | 1130  | 2003        | مدينة آشور العتيقة مهددة بالخطر منذ العام 2003، وإلى حدود معطيات سنة 2015 لمنظمة اليونسكو، وتقع على ضفاف نهر دجلة شمال بلاد ما بين النهرين، في منطقة جغرافية بيئية مميزة، بنظام ريّ زراعي وأنظمة ريّ مميزة. وقد نشأت المدينة في الألفية الثالثة ق.م. وبين القرنين الرابع عشر والتاسع ق.م أصبحت المدينة العاصمة الأولى للامبراطورية الآشورية، "مدينة دولة" ومفترقا تجاريا دوليا. ثم دمِّرت المدينة على يد البابليين ولكنها استطاعت أن تنهض من الرماد في الحقبة البارثيّة بين القرنين الأول والثاني. |
|        | سامراء                                 | محافظة صلاح الدين 34°20′28″N 43°49′25″E / 34.34111°N 43.82361°E | ثقافي        | 276   | 2007        | مهددة بالخطر منذ العام 2007 حسب معطيات منظمة اليونسكو للتراث العالمي، |
|        | قلعة أربيل                             | محافظة أربيل 32°00′18″N 44°18′54″E / 32.005°N 44.315°E          | ثقافي        | 1437  | 2014        | تقع في وسط مدينة أربيل في كردستان العراق يعود تاريخها إلى عصر الآشوريين. بنيت لأغراض دفاعية حيث كانت تعد حصناً منيعاً لمدينة أربيل في تلك الحقبة الزمنية. وكانت قلعة أربيل عند إنشائها تضم المدينة بالكامل. |
|        | الأهوار جنوب العراق ومدن بلاد الرافدين | محافظة ذي قار محافظة ميسان محافظة البصرة محافظة المثنى          | طبيعي وثقافي | 1481  | 2016        | هي مجموعة المسطحات المائية التي تغطي الاراضي المنخفضة الواقعة في جنوبي السهل الرسوبي العراقي، وتكون على شكل مثلث تقع مدن مدينة والناصرية والبصرة على رؤوسه. وتتسع مساحة الاراضي المغطاة بالمياه وقت الفيضان في اواخر الشتاء وخلال الربيع وتتقلص ايام الصيهود. واطلق العرب الاوائل على هذه المناطق اسم "البطائح"، جمع بطيحة، لأن المياه تبطحت فيها، اي سالت واتسعت في الأرض وكان ينبت فيها القصب. في يوم 17 يوليو تموز 2016 وافق اليونسكو على وضع الأهوار ضمن لائحة التراث العالمي كمحمية طبيعية دولية بالإضافة إلى المدن الأثرية القديمة الموجودة بالقرب منها مثل أور وإريدو والوركاء. |
|        | بابل                                   | محافظة بابل 32°32′31″N 44°25′15″E / 32.5419694°N 044.4208333°E  | ثقافي        | 278   | 2019        | يقع موقع بابل الأثري على بعد 85 كم جنوب بغداد، ويتكون من آثار المدينة التي كانت، بين عامي 626 و539 قبل الميلاد، مركز الإمبراطورية البابلية الحديثة، وذلك إلى جانب عدد من القرى والمناطق الزراعية المحيطة بالمدينة القديمة. وتقدم هذه الآثار – الأسوار الداخلية والخارجية للمدينة، والأبواب، والقصور، والمعابد - شهادة فريدة على واحدة من أكثر الإمبراطوريات نفوذاً في العالم القديم. كانت بابل مقراً لعدد من الإمبراطوريات المتعاقبة، بقيادة حكام مثل حمورابي أو الملك نبوخذ نصر. وتجسّد بابل إبداع الإمبراطورية البابلية الحديثة في أوجها. وكان لارتباط المدينة بواحدة من عجائب الدنيا السبع في العالم القديم - حدائق بابل المعلقة - تأثيراً على أشكال الثقافة الفنية والشعبية والدينية على مستوى العالم. اشترطت منظمة اليونسكو التزام السلطات العراقية بشروط المنظمة وأزالة المخلفات، وأمهلت السلطات العراقية حتى عام 2020، وقد وافقت لجنة التراث العالمي لليونسكو بأجماع أعضائها الحادية والعشرون على إدراج بابل القديمة بعد ثلاث عقود من الجهود التي بذلتها حكومة العراق. وأشترطت اليونسكو على الحكومة العراقية إزالة التغيرات التي طرأت على المدينة الأثرية، وأبرزها أنبوب النفط وقصر صدام والزحف العمراني والمستنقعات المائية، قبل فبراير 2020. ورصد العراق مبلغ 250 مليون دولار لإزالة التغيرات. كشف نواب عن محافظة بابل، تخصيص 59 مليار دينار عراقي لتنفيذ مشاريع في المدينة الأثرية، ومبالغ أخرى ستعمل على تأمينها منظمة اليونسكو، وعن نية لاعتبار محافظة بابل «عاصمة العراق التاريخية» خلال العام المقبل. كشف عضو اللجنة المالية النائب صادق مدلول السلطاني، الذي شارك في جلسة التصويت على إدراج مدينة بابل، أن اللجنة المالية في مجلس النواب خصصت 60 مليار دينار لعام 2019 وأن المبلغ في الخمس سنوات المقبلة سيكون 200 مليار دينار وبالتنسيق مع وزارة الثقافة والسياحة والآثار والحكومة الأتحادية. وأعلن البنك المركزي العراقي، عن تخصيص مليار دينار عراقي من حساب مبادرة تمكين، تصرف على الايفاء بمتطلبات هذا الادراج. وقد أختار المكتب التنفيذي لمجلس الوزراء العربي للسياحة في الجامعة العربية، مدينة بابل لتكون عاصمة للسياحة العربية لعام 2021. |

### القائمة المؤقتة
| الصورة | الاسم | الموقع                                                     | النوع                | الرقم | سنة التسجيل | ملاحظات |
| ------ | --- | ---------------------------------------------------------- | -------------------- | ----- | ----------- | --- |
|        | مدينة نمرود | محافظة نينوى 36°5′53″N 43°19′43″E / 36.09806°N 43.32861°E  | ثقافي                | 1463  | 2000        | تقع نمرود على بعد 34 كلم جنوب الموصل ونمرود هي الاسم الحالي للمدينة الآشورية القديمة كالح. وبدأ التنقيب فيها في الفترة 1845–1851 وأسفر عام 1980 عن العثور على ثلاث مقابر ملكية تحوي كنوزا مختلفة، وكانت نمرود عاصمة ثانية للآشوريين، واشتهرت زمن الملك الآشوري شلمنصر الأول في القرن الثالث عشر قبل الميلاد، ويوجد بها مجسمات الثيران المجنحة إضافة إلى بقايا قصر آشور ناصربال الثاني، والقطع العاجية كتلك المشكلة على هيئة وحدات نسائية. في يونيو 2014 سيطر داعش على محافظة نينوى، وفي عام أبريل 2015 دمر داعش آثار نمرود، وفي 13 نوفمبر، 2016 أعلنت القوات العراقية أستعادة نمرود، وقال مسؤول عراقي أنه داعش دمر 70% من آثار مدينة نمرود. |
|        | نينوى | محافظة نينوى 36°21′34″N 43°9′10″E / 36.35944°N 43.15278°E  | ثقافي                | 1465  | 2000        | تقع نينوى أشهر المدن الآشورية على بعد 410 كلم شمال بغداد. وقد عرفت المنطقة أعمال تنقيب في الفترة 1845–1851 اكتشف أثناءها قصر الملك سنحاريب الذي عاش في (حوالي 700 قبل الميلاد) كما عثر فيها على رسوم منحوتة على الحجر، واستمر البحث في الفترة 1929–1932 ونتج عنه اكتشاف موقع قصر آشور ناصربال الثاني.، ومن أكثر الموجودات أهمية التي ترجع إلى الألفية الثالثة قبل الميلاد رأس من البرونز بالحجم الطبيعي مصبوب في قالب لملك ذي لحية يعتقد أنها تمثل الملك المشهور سرجون الأكدي (حوالي 2334–2279 قبل الميلاد)، كما يوجد بها سور يبلغ أكثر من 12 كلم وعثر كذلك على ستة مداخل للمدينة. حررت قوات جهاز مكافحة الإرهاب العراقية مدينة نينوى الأثرية. |
|        | حصن الأخيضر | محافظة كربلاء 32°26′26″N 43°36′8″E / 32.44056°N 43.60222°E | ثقافي                | 1467  | 2000        | يُعد حصن الأخيضر أحد المباني التاريخية والأثرية البارزة في العراق، نظراً إلى ضخامة بنائه وتفرده من حيث التصميم والبراعة في هندسته، ومعالمه العمرانية والزخرفية وسعة مرافـقـه. ويعتبر من الحصون الدفاعية الفريدة من نوعها، وقلّما نجد بناء بعظمته في منطقة مقفرة وبعيدة عن العمران. |
|        | واسط | محافظة واسط 32°14′0″N 46°18′0″E / 32.23333°N 46.30000°E    | ثقافي                | 1468  | 2000        | مدينة واسط مدينة إسلامية بُنيت في سنة 75 هـ/694 من قبل الحجاج بن يوسف الثقفي، لتكون مركزاً إدارياً في العراق، يبلغ محيطها 16 كم، وسُميت بهذا الاسم لان المكان الذي بُنيت فيه كان يعرف بواسط القصب، وأن ارضها كانت ارض قصب لذلك سميت واسط القصب، ويُعلل ايضاً بأنه سميت واسطاً لان موقعها وسط بين البصرة والكوفة والأحواز، فهي تبعد بمقدار خمسين فرسخاً عن كل من المواقع الثلاث التي سُبق ذكرها، وأصبحت هذه المدينة مركزاً إقتصادياً لمدة طويلة وأنجبت العديد من اعلام الحركة العلمية، إلا أن هذه الأهمية تضاءلت نسبياً بعد إنشاء مدينة السلام وقل صيتها بسبب تحول مجرى نهر دجلة الغربي إلى مجراه الشرقي الحالي في القرن الحادي عشر الهجري (السابع عشر الميلادي) حيث هجرها سكانها وتحولت بعد ذلك إلى أنقاض. |
|        | قبر حزقيال (ذو الكفل) | محافظة بابل 32°13′37″N 44°22′02″E / 32.22694°N 44.36722°E  | ثقافي                | 5497  | 2010        | يقع قبر النبي حزقيال أو ذو الكفل في قضاء الكفل التابع لمحافظة بابل، منتصف الطريق بين الكوفة والحلة على الضفة الشرقية لنهر الفرات له حرم واروقةسميكة البناء مرتفعة الدعائم قديمة الإنشاء، وعلى قبره قبة مخروطية من الطراز السلجوقي وإلى جانب المشهد يقع مسجد النخيلة، ومنارته لا زالت قائمة مع شرفات المسجد الإسلامي القديم الذي لم يبق منه سوى جز يسير من السور وتحمل المنارة كتابات إسلامية. |
|        | مقبرة وادي السلام | محافظة النجف 32°00′00″N 44°18′59″E / 32.00000°N 44.31639°E | ثقافي                | 5578  | 2011        | تَقع مقبرة وادي السلام في المدينة المُقدسة لدى الشيعة، النجف الآشرف، وتعد أكبر مَقبرة في العالم، تبعد عن العاصمة بغداد 161 كم، وتبلغ مساحتها نحو 1338 كم2 وترتفع فوق 70م عن سطح البحر، ويحدها من الشمال والشمال الشرقي مدينة كربلاء، التي تبعد عنها 80 كم، ومن الجنوب والغرب منخفض بحر النجف، ومن الشرق مدينة الكوفة، ومنذ ألف سنةٍ وأكثر، يجهد المسلمون الشيعة في نثل جثث موتاهم ورفاتهم من شتى أنحاء العالم إلى مقبرة وادي السلام، وهذه المقبرة دائمة التوسع، وهي تضم ملوكاً ورؤساء وزراء وفقراء وعلماء، وتحتوي على ستة ملايين قبر، ويوجد مدفونيين لأناس سنة عرب ومسيحيين وأجانب. |
|        | العمادية | محافظة دهوك                                                | ثقافي وطبيعي (مختلط) | 5601  | 2011        | تَقع مدينة العمادية (بالكردية:ئاميدي) في محافظة دهوك تقع على بعد 70 كيلو متراً شمال مدينة دهوك وتعلو 1400 متر عن مستوى سطح البحر حيث أن المدينة مبنية على قمة جبل وتضم عدداً من البوابات القديمة. وتبعد مسافة ال10 كيلومترات عن الحدود التركية، غالبية سكانها من الأكراد، كانت عاصمة لامارة بهدينان التي كانت تتبع بالولاء للدولة العثمانية وكانت تدفع الضرائب لها، تضم المدينة عدداً من الآثار التي تعود للحقبة الآشورية إضافة إلى آثار من الحقبة العربية الإسلامية حيث توجد نقوش بالخط العربي الكوفي وآيات قرآنية على بعض من أبواب المدينة كما تضم البلدة كنيسة أثرية وأنقاض كنيس يهودي. |
|        | المناطق الأثرية والتاريخية التي على ضفاف نهر دجلة في بغداد من جهة الرصافة، والتي تمتد من المَدرسة المُستنصرية إلى القَصر العباسي. | محافظة بغداد                                               | ثقافي                | 5880  | 2014        | تَضم كل من المدرسة المستنصرية وهي مدرسة عريقة أُسست في زمن الدولة العباسية في بغداد عام 1233 على يد الخليفة المستنصر بالله، وكانت مركزاً علمياً وثقافياً هاماً، تَقع في جهة الرصافة. ويتضمن جامع الآصفية أو مدرسة الآصفية وهما كلاهما من مدارس ومساجد بغداد الأثرية، وكان يسمى بجامع المولى خانة او تكية المولى خانة. ويتضمن جامع الوزير وهو من مساجد بغداد التراثية الأثرية القديمة، وجرى بناؤه من قبل الوزير حسن باشا قبل ثلاثة قرون ونصف في عهد الدولة العثمانية عام 1070هـ/ 1660م، ويقع في جانب الرصافة من مدينة بغداد، خلف سوق السراي على ضفاف نهر دجلة. ويتضمن مبنى القشلة أو المدرسة الموفقية وهو من معالم بغداد التاريخية. ويتضمن مبنى متصرفية لواء بغداد وهو مبنى قديم يقع في محلة جديد حسن باشا في شارع السراي مقابل مبنى القشلة، في جانب الرصافة من مدينة بغداد. بني المبنى في عهد المملكة العراقية، ولقد جدد بنيانه وأعيد بناؤه عام 1934م، حيث شيد على الطراز المعماري الإنكليزي الفيكتوري، وتعرضت البناية للحريق والهدم عند غزو العراق في عام 2003م، ولقد شغل المبنى عدة دوائر حكومية سابقا وكان آخرها دائرة محافظة بغداد عام 1985م، ويعتبر المبنى حاليا من المباني الأثرية في العراق، ولقد تم تنظيفه من آثار الأنقاض والأزبال، وعدلت أرضيته واستخدم مؤخرا كمسرح تعرض فيه الفعاليات الثقافية المنوعة. ويتضمن ايضاً المبنى القديم لمركز شرطة بغداد ودار الوالي وبيت الحكمة والقصر العباسي. |
|        | مستوطنة بستان سور القديمة | محافظة السليمانية                                          | ثقافي                | 6172  | 2017        | تقع بستان سور في جنوب شرقي محافظة السليمانية، بدأت بها الزراعة منذ 9000 عام قبل الميلاد، وأنتقل أهلها من تربية المواشي إلى الزراعة، وأن أكتشاف هذه القرية يغير التاريخ وقد يجعلها أقدم قرية زراعية في العالم، ومنذ عام 1947 تم تصنيفها كموقع أثري يوجد به أكثر من 600 منطقة أثرية، وعمليات البحث والتنقيب مُستمرة. |
|        | نيبور | محافظة القادسية                                            | ثقافي                | 6173  | 2017        | تقع مدينة نيبور على نحو عشرة كيلو متر من قضاء عفك وخمسة وثلاثون كيلو متراً من الديوانية، وتعد من أعظم المدن المقدسة في التاريخ فهي مقر الإله أنليل سيد الهواء، وأبرز معالمها الزقورة. |
|        | مدينة الموصل القديمة | محافظة نينوى                                               | ثقافي                | 6355  | 2018        | تقع مدينة الموصل الموصل القديمة في قلب المدينة، وهي مركز محافظة نينوى، وتقع على الضفة الغربية لنهر دجلة مقابل المواقع الأثرية الأخرى، وقد شهدت دماراً كبيرة نتيجة للعمليات العسكرية ضد داعش، وهنالك جهود حثيثة ومبادرات من قبل دولة الإمارات العربية المتحدة، ومن قبل اليونسكو لإعادة أعمار المنطقة الأثرية، ومن الممكن ضمها إلى لائحة التراث العالمي. |

### التراث اللامادي
| الصورة   | الاسم                                          | النوع | الرقم | سنة التسجيل | ملاحظات |
| -------- | ---------------------------------------------- | ----- | ----- | ----------- | --- |
|          | مقام عراقي                                     | ثقافي | 00076 | 2008        | أن المقام العراقي هو من الفنون الموسيقية العربية القديمة (منذ حوالي 400 سنة في العراق) يعتبره البعض أرقى شكل من أشكال المقام. |
|          | عيد نوروز                                      | ثقافي | 01161 | 2016        | النَّوْرُوزُ أو النَّيْرُوزُ هو عيد رأس السنة الفارسية ويصادف يوم الاعتدال الربيعي أي الحادي والعشرين من آذار/مارس في التقويم الميلادي، يعتبر العيد أكبر الأعياد عند القومية الفارسية ويُحتفل به في إيران والدول المجاورة كأفغانستان وتركية. تعود جذور النوروز جزئيا إلى التقاليد الدينية المجوسية لكن الاحتفال بهذا العيد بقي حتى بعد الفتوحات الإسلامية لبلاد فارس ومستمر إلى يومنا هذا. |
| لا يتوفر | خضر الياس                                      | ثقافي | 01159 | 2016        | عيد خضر الياس هو عيد يحتفل به العراقيين كل عام من شهر فبراير، وقد وضع مؤخراً على لائحة التراث اللامادي، وتوقد خلاله الشموع وترمى مع غروب الشمس في مياه نهر دجلة طلباً لتحقيق الأماني والدعاء. وخضر الياس، هو نبي عند الإسلام، ويقع مقام خضر الياس على ضفاف نهر دجلة في جانب الكرخ، ويتكون من مبنى قديم وبسيط يزوره العراقيون من جميع المحافظات تيمناً به وتمارس خلاله طقوس خاصة كإحضار الحناء وإيقاد الشموع خلال نهاية الأسبوع بعد تثبيتها على الألواح الخشبية أو كرب النخيل لتطفو على سطح النهر مع ترديد عبارات مثل "شعلنا الشموع، ودعنا الدموع، ويتبادل زوار المقام التهاني والحلويات خلال عيد خضر الياس حتى تزداد المحبة والألفة بينهم. وقد وضع على لائحة التراث العالمي في عام 2016. |
|          | النخلة: المعارف والمهارات والتقاليد والممارسات | ثقافي | 01509 | 2019        | أحتلت النخلة مكانة هامة ومتميزة منذ قرون طويلة لاعتبارات ثقافية واجتماعية واقتصادية ودينية، فالنخلة تعطي التَمر ذا القيمة الغذائية العالية، فضلاً عن الاستخدامات المرتبطة بسعف النخيل، مثل صنع بعض الهدايا والأثاث المنزلي، كما يتم استغلال لب جذع النخيل في استخدامات غذائية وطبية، ويتم استخراج العديد من المنتجات من التمر، مثل الدبس والمُربى والحلوى وغيرها، وتقام العديد من المهرجانات في الدول العربية والإسلامية عقب انتهاء مواسم حصاد التمور. رُشح ملف النخيل من قبل الدول العربية والإسلامية، وهي: مصر، والعراق، والسعودية، والبحرين، واليمن، والكويت، وسلطنة عمان، والإمارات، واليمن، وفلسطين، والأردن، والسودان، وتونس، والمغرب، وموريتانيا.                                  |
|          | توفير الخدمة والضيافة في الزيارة الاربعينية    | ثقافي | 01474 | 2019        | هي تعد ممارسة اجتماعية، تجري في المناطق الوسطى والجنوبية من العراق، إذ يبدأ ملايين الزوار رحلة الحج إلى مدينة كربلاء لزيارة مرقد الإمام الحسين بن علي. |

## خريطة
| مملكة الحضر قلعة أربيل آشور سامراء هور الحويزة هور الحمار الشرقي هور الحمار الغربي الأهوار الوسطى إريدو أور الوركاء نمرود نينوى حصن الأخيضر واسط بابل قبر النبي ذو الكفل مقبرة وادي السلام العمادية مواقع بغدادية تراثية الموصل القديمة بستان سور نيبور مواقع التراث العالمي في العراق · المواقع المضمنة في لائحة التراث العالمي - المواقع المضمنة في القائمة المؤقتة (الإرشادية). |

## وصلات خارجية
- للإطلاع على جميع النقاط المذكورة في هذه الصفحة: المرجو النظر في خرائط قوقل هنا
- (بالعربية) قائمة التراث العالمي - الموقع الرسمي
- (بالإنجليزية) موقع اليونسكو الخاص باتفاقية حماية التراث العالمي الثقافي والطبيعي
- (بالعربية) الفيديو الوثائقية عن التراث العالمي - هيئة الإذاعة اليابانية

## مواضيع متعلقة
- التراث العالمي
- روائع التراث الشفهي اللامادي للإنسانية

### قوائم متعلقة
- قائمة مواقع التراث العالمي في الدول العربية
- مواقع التراث العالمي في أفريقيا
- مواقع التراث العالمي في آسيا
- قائمة مواقع التراث العالمي في غرب آسيا
- قائمة مواقع رامسار في العراق